# Tanauan (Leyte)
Tabango is een gemeente in de Filipijnse provincie Leyte op het eiland Leyte. Bij de laatste census in 2007 had de gemeente ruim 47 duizend inwoners.

## Geografie

### Bestuurlijke indeling
Tanauan is onderverdeeld in de volgende 54 barangays:
| - Ada - Amanluran - Arado - Atipolo - Balud - Bangon - Bantagan - Baras - Binolo - Binongto-an - Bislig - Buntay - Cabalagnan - Cabarasan Guti | - Cabonga-an - Cabuynan - Cahumayhumayan - Calogcog - Calsadahay - Camire - Canbalisara - Canramos - Catigbian - Catmon - Cogon - Guindag-an - Guingawan - Hilagpad | - Kiling - Lapay - Licod - Limbuhan Daku - Limbuhan Guti - Linao - Magay - Maghulod - Malaguicay - Maribi - Mohon - Pago - Pasil | - Pikas - Sacme - Salvador - San Isidro - San Miguel - San Roque - San Victor - Santa Cruz - Santa Elena - Santo Niño Pob. - Solano - Talolora - Tugop |

## Demografie
Tanauan had bij de census van 2007 een inwoneraantal van 47.426 mensen. Dit zijn 2.370 mensen (5,3%) meer dan bij de vorige census van 2000. De gemiddelde jaarlijkse groei komt daarmee uit op 0,71%, hetgeen lager is dan het landelijk jaarlijks gemiddelde over deze periode (2,04%). Vergeleken met de census van 1995 is het aantal mensen met 6.710 (16,5%) toegenomen.

De bevolkingsdichtheid van Tanauan was ten tijde van de laatste census, met 47.426 inwoners op 78,41 km², 604,8 mensen per km².